# The Best of Both Worlds (álbum de Van Halen)
The Best of Both Worlds  es el segundo álbum recopilatorio de la banda estadounidense de hard rock Van Halen. Contiene material fechado entre 1978 y 1995, además de tres canciones nuevas expresamente compuestas para promocionar el lanzamiento del disco y el regreso de Sammy Hagar como vocalista en 2004.

## Listado de canciones
Disco 1
1. "Eruption" (Eddie Van Halen) – 1:43 (de Van Halen)
2. "It's About Time" (Sammy Hagar, Van Halen, Van Halen) – 4:15 (nueva canción)†
3. "Up for Breakfast" (Hagar, Van Halen, Van Halen) – 4:57 (nueva canción)†
4. "Learning to See" (Hagar, Van Halen, Van Halen) – 5:15 (nueva canción)
5. "Ain't Talkin' 'Bout Love" (Anthony, Roth, Van Halen, Van Halen) – 3:48 (de Van Halen)
6. "Finish What Ya Started" (Anthony, Hagar, Van Halen, Van Halen) – 4:24 (de OU812)
7. "You Really Got Me" (Ray Davies) – 2:38 (deVan Halen)
8. "Dreams" (Anthony, Hagar, Van Halen, Van Halen) – 4:53 (de 5150)
9. "Hot for Teacher" (Anthony, Roth, Van Halen, Van Halen) – 4:43 (de 1984)
10. "Poundcake" (Anthony, Hagar, Van Halen, Van Halen) – 5:20 (de For Unlawful Carnal Knowledge)
11. "And the Cradle Will Rock..." (Anthony, Roth, Van Halen, Van Halen) – 3:34 (de Women and Children First)
12. "Black and Blue" (Anthony, Hagar, Van Halen, Van Halen) – 5:27 (from OU812)
13. "Jump" (Anthony, Roth, Van Halen, Van Halen) – 4:04 (de 1984)
14. "Top of the World" (Anthony, Hagar, Van Halen, Van Halen) – 3:54 (de For Unlawful Carnal Knowledge)
15. "(Oh) Pretty Woman" (William Dees, Roy Orbison) – 2:53 (de Diver Down)
16. "Love Walks In" (Anthony, Hagar, Van Halen, Van Halen) – 5:11 (de 5150)
17. "Beautiful Girls" (Anthony, Roth, Van Halen, Van Halen) – 3:57 (de Van Halen II)
18. "Can't Stop Lovin' You" (Anthony, Hagar, Van Halen, Van Halen) – 4:08 (from Balance)
19. "Unchained" (Anthony, Roth, Van Halen, Van Halen) – 3:29 (de Fair Warning)

Disco 2
1. "Panama" (Anthony, Roth, Van Halen, Van Halen) – 3:32 (de 1984)
2. "Best of Both Worlds" (Anthony, Hagar, Van Halen, Van Halen) – 4:49 (de 5150)
3. "Jamie's Cryin'" (Anthony, Roth, Van Halen, Van Halen) – 3:30 (de Van Halen)
4. "Runaround" (Anthony, Hagar, Van Halen, Van Halen) – 4:20 (de For Unlawful Carnal Knowledge)
5. "I'll Wait" (Anthony, Michael McDonald, Roth, Van Halen, Van Halen) – 4:42 (de 1984)
6. "Why Can't This Be Love" (Anthony, Hagar, Van Halen, Van Halen) – 3:48 (de 5150)
7. "Runnin' with the Devil" (Anthony, Roth, Van Halen, Van Halen) – 3:36 (de Van Halen)
8. "When It's Love" (Anthony, Hagar, Van Halen, Van Halen) – 5:38 (de OU812)
9. "Dancing in the Street" (Marvin Gaye, Ivy Hunter, William Stevenson) – 3:45 (de Diver Down)
10. "Not Enough" (Anthony, Hagar, Van Halen, Van Halen) - 6:48 (de Balance)
11. "Feels So Good" (Anthony, Hagar, Van Halen, Van Halen) – 4:32 (de OU812)
12. "Right Now" (Anthony, Hagar, Van Halen, Van Halen) – 5:22 (de For Unlawful Carnal Knowledge)
13. "Everybody Wants Some!!" (Anthony, Roth, Van Halen, Van Halen) – 5:10 (from Women and Children First)
14. "Dance the Night Away" (Anthony, Roth, Van Halen, Van Halen) – 3:10 (from Van Halen II)
15. "Ain't Talkin' 'Bout Love" [versión en directo] (Anthony, Roth, Van Halen, Van Halen) – 4:43 (de Live: Right Here, Right Now)
16. "Panama" [versión en directo] (Anthony, Roth, Van Halen, Van Halen) – 6:39 (de Live: Right Here, Right Now)
17. "Jump" [versión en directo] (Anthony, Roth, Van Halen, Van Halen) – 4:20 (de Live: Right Here, Right Now)

†Se refiere a un sencillo

## Formación
- Eddie Van Halen- guitarras, teclados, coros y bajo en las tres nuevas canciones
- Alex Van Halen- batería, percusión
- Michael Anthony- bajo, coros
- Sammy Hagar- voz, coros, guitarra rítmica
- David Lee Roth- voz, coros

### Músicos adicionales
- Steve Lukather - coros en las nuevas canciones

### Detalles técnicos
- Productores de la compilación: Van Halen
- Técnico: Bill Malina (en las nuevas canciones)
- Mánager de producto: Kenny Nemes
- Asistentes de proyecto: Hugh Brown, Tom Consolo, Malia Doss, Jimmy Edwards, Alan Fletcher, Kevin Gore, Bill Inglot, Joanne Jaworowski, Anna Loynes, Mark McKenna, David McLees, Scott Pascucci
- Supervisor de masterización: Glen Ballard
- Remasterización: Stephen Marcussen
- Supervisión editorial : Cory Frye
- Dirección artística: Sara Cumings, Jeri Heiden
- Diseño: Sara Cumings, Jeri Heiden
- Fotografía: Kevin Westenberg
- Notas de funda: David Wild
- Anotación discográfica: Steve Woolard

- Datos: Q1754404